# 18-й фронт (Японія)
18-й фро́нт (яп. 【第十八方面軍】) — вище оперативно-стратегічне об'єднання збройних сил Японської імперії, фронт Імперської армії Японії в 1945 році. Брав участь у війні на Тихому океані (1941–1945) на території Південно-Східної Азії, в Таїланді.

## Дані
- Сформований: 7 липня 1945 року
- Кодова назва: Ґі (【義】, «справедливість»)[1].
- Підпорядкування: Південна армія
- Район бойових дій: Таїланд.
- Штаб: Бангкок, Таїланд.
- Місце останньої дислокації штабу: Бангкок, Таїланд.
- Припинив існування: 15 серпня 1942 року після капітуляції Японії у Другій світовій війні.

## Бойові дії
- Війна на Тихому океані (1941–1945) як складова Другої світової війни.
Оборона Королівства Таїланд від наступу США та їхніх союзників.

## Командування
Командир фронту:
1. генерал-лейтенант Накамура Акето (14 липня 1945 — 15 серпня 1945)[2].

Голова штабу фронту:
1. генерал-лейтенант Ханая Тадаші (14 липня 1945 — 15 серпня 1945)[2].

Віце-голова штабу фронту: 
1. генерал-лейтенант Хамада Хітоші (14 липня 1945 — 15 серпня 1945)[2].

## Склад
- 15-а армія (Японія);
- 15-а дивізія (Японія);
- 22-а дивізія (Японія);
- 29-а самостійна змішана бригада;
- 5-е саперне командування;
- 6-й підрозділ зв'язку;
- 2-й підрозділ військової поліції.